# Stazione di Salerno
Stazione di Salerno vasútállomás Olaszországban, Salerno településen.

## Vasútvonalak
Az állomást az alábbi vasútvonalak érintik:
- Nápoly–Battipaglia-vasútvonal
- Salerno–Potenza-vasútvonal
- Battipaglia–Reggio di Calabria-vasútvonal

## Kapcsolódó állomások
A vasútállomáshoz az alábbi állomások vannak a legközelebb:
- Stazione di Pontecagnano
- Stazione di Nocera Inferiore
- Stazione di Salerno Irno
- Stazione di Torrione
- Stazione di Duomo-Via Vernieri (Stazione di Napoli Campi Flegrei)